# Бага (Нигерия)

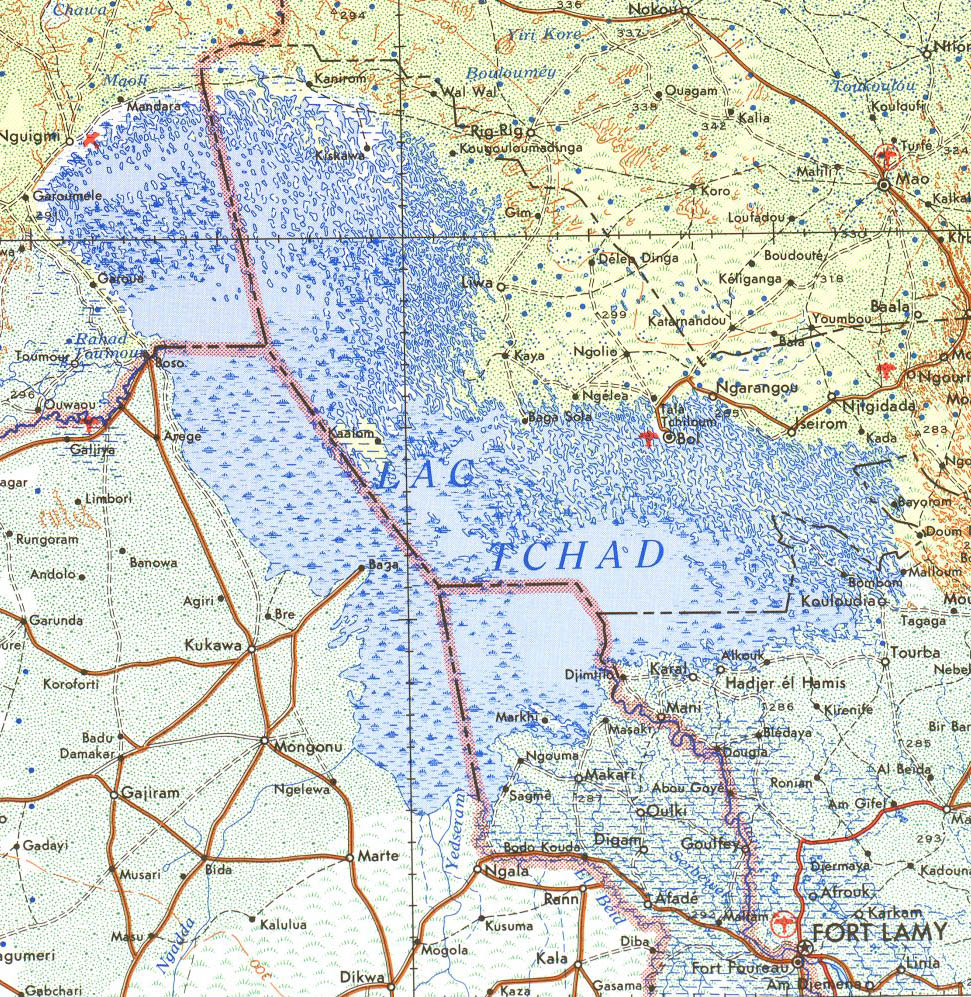
Карта 1973 года. Город Бага на полуострове, выступающем в озеро Чад.

Ба́га (англ. Baga) — город на северо-востоке Нигерии, административная единица федерального штата Борно. Населённый пункт расположен недалеко от озера Чад, на северо-востоке от районного центра Кукава.

## История
Бага, изначально расположенный у берега озера Чад, был центром рыболовства в 1960-х и 1970-х годах, но из-за несознательного отношения населения и властей размер озера со временем уменьшился, что привело к изменению структуры городского хозяйства. Основной отраслью стало земледелие. Многие жители иммигрировали в южные районы Нигерии.

## Население
Основные национальности: хауса и йоруба. Религия: мусульмане и христиане (протестанты). Официальный язык общения - английский, но есть и несколько местных диалектов.

## Экономика
Экономика города составляет три основных отрасли народного хозяйства: рыболовство, сельское хозяйство и деревообработка.

### Рыболовство
В 1960-70-х годах озеро Чад имело площадь около 25 000 км², ежедневный улов рыбы составлял около 230 000 тонн. В настоящее время площадь озера составляет около 500 км² и улов составляет не более 50 000 тонн.

### Сельское хозяйство
После сокращения площадей озера местные жители начали заниматься натуральным земледелием: выращиванием лука, перца, томатов, кукурузы, сорго, маниока, фасоли, проса, арахиса, кунжута, хлопка и индиго. Но из-за нехватки воды большого распространения земледелие не получает. Наряду с земледелием жители занимаются скотоводством и деревообработкой.

## Природа
Растительность в городе: акация, баобаб, рожковое дерево, масло ши, пальма. Есть множество маленьких сезонных рек, которые истощаются из-за сельского хозяйства.

## Религиозные столкновения

### 2013
В апреле 2013 года, более 185 человек были убиты и более 2000 домов в Бага были уничтожены в результате боевых действий между нигерийской армией и исламистской организацией «Боко Харам»

### 2015
В январе 2015 года исламистская организация «Боко Харам» снова напала на город, захватив город и военную базу, на которой дислоцировались силы для борьбы с исламистами. Город был сожжен и люди убиты. По сообщениям СМИ количество жертв достигло 2000 человек. Около 10 тысяч жителей бежали в соседний Чад. Международная правозащитная организация «Amnesty International» сообщает, что подавляющее большинство строений было сожжено и разгромлено, таким образом, город опустел. Бага был одним из последних городов, который оставался в данном регионе под контролем правительственных сил страны.